# Бондаренко Володимир Іванович
Володимир Іванович Бондаренко (11 травня 1952, Кадіївка) — український дипломат. Надзвичайний і Повноважний Посланник. Генеральний консул України в Тюмені, Єкатеринбурзі.

## Біографія
Народився 11 травня 1952 року в місті Кадіївка на Луганщині. У 1972 році закінчив Херсонське морехідне училище рибної промисловості, технік-судноводій; Одеський інститут інженерів морського флоту (1982), інженер-експлуатаційник водного транспорту; Диплом капітана далекого плавання (1982); Московський фінансовий інститут (1989), економіст — міжнародних економічних відносин.
У 1972–1983 рр. — матрос, помічник капітана, старший помічник капітана Севастопольського виробничого об'єднання рибної промисловості «Атлантика»;
З 1983–1991 рр. — капітан—директор Севастопольського виробничого об'єднання рибної промисловості «Атлантика»;
У 1991–1995 рр. — Президент севастопольського концерну «Південриба»;
У 1995–1997 рр. — Перший заступник Міністра рибного господарства України;
У 1997–2000 рр. — Перший заступник Голови Державного комітету рибного господарства України;
У 2000–2005 рр. — Перший заступник Голови Державного департаменту рибного господарства Міністерства аграрної політики України;
У 2005–2010 рр. — Консул Консульського агентства України в місті Батумі;
У 2011–2012 рр. — радник Першого територіального департаменту Міністерства закордонних справ України;
З 2012 року — Генеральний консул України в Тюмені, Єкатеринбурзі.

## Дипломатичний ранг
- Надзвичайний і Повноважний Посланник 2 класу.